# Baterias de Barra Grande
As Baterias de Barra Grande localizavam-se em Barra Grande, um distrito do município de Maragogi, no litoral norte do atual estado de Alagoas, próximo à fronteira com Pernambuco, no Brasil.

## História
Descritas por GARRIDO (1940) como estruturas provisórias (baterias de campanha), erguidas por determinação do Sargento-mor Miguel Veloso da Silveira Nóbrega e Vasconcelos, para dar combate aos revoltosos da Confederação do Equador (1824). Encerrado o conflito, com o retorno das tropas aos seus quartéis, o Governador das Armas (da Província de Alagoas) teria voltado a sua atenção para a conservação das fortificações permanentes (da Província). O mesmo autor entendia que poderiam ter pertencido a este contexto algumas peças de artilharia ainda existentes à sua época (1940) naquele litoral, como um pedreiro de bronze que troava, em dias de festa, em Porto de Pedras (op. cit., p. 75).

## Aspectos militares do conflito
A Confederação do Equador, de caráter liberal e federativo, eclodiu na Província de Pernambuco como reação às medidas absolutistas e centralizadoras do imperador D. Pedro I (1822-1831), a saber, a dissolução da Assembleia Nacional Constituinte a 12 de novembro de 1823, e a prisão do jornalista liberal Cipriano Barata, também nesse mesmo mês e ano. Estes fatos, em Pernambuco, conduziram à renúncia do Presidente da Província, Francisco Pais Barreto (setembro de 1822 - dezembro de 1823), Morgado do Cabo (depois Marquês do Recife), sendo eleito para esse cargo, pela Câmara Municipal de Olinda, o líder do grupo liberal, Manuel de Carvalho Pais de Andrade (dezembro de 1823). Enquanto aguardava a reação do governo imperial, Pais Barreto arregimentou tropas e as encaminhou para a vizinha Província de Alagoas (LEITE, 1996:18), organizando a resistência contra os liberais que haviam, de fato, assumido o governo de Pernambuco. Em fevereiro, tropas leais a Pais Barreto cercaram o Palácio do Governo, em Recife, e aprisionaram Pais de Andrade no Forte de São João Batista do Brum. Uma reação popular espontânea se registrou, quando tropas fiéis a Pais de Andrade, e populares portando armas, libertaram-no, conduzindo-o de volta ao Palácio (TINÉ, 1969:96-97).
Enquanto isso, a divisão naval de John Taylor bloqueava o porto do Recife, enquanto em terra, os liberais se recusavam a acatar a determinação do Imperador (abril de 1824), e a jurar a Constituição Outorgada em março (junho de 1824). Ante a ameaça de uma possível invasão do território brasileiro por tropas de Portugal, o imperador determinou a concentração das forças defensivas na Capital, devendo as províncias cuidar de sua própria defesa (11 de junho). No início de julho a divisão naval de Taylor retornou ao Rio de Janeiro. Pais de Andrade dirigiu proclamações conclamando os pernambucanos e os brasileiros a se rebelarem contra o governo imperial, visando salvar a pátria e defender a soberania da nação, propondo uma república federativa, nos moldes estadunidenses.
Para combater as tropas fiéis ao Império, concentradas em Barra Grande por Pais Barreto, com o apoio do governo da Província de Alagoas, Pais de Andrade enviou a recém-formada Divisão Constitucional do Sul, reforçada por tropas tropas terrestres e suprimentos navais. Essa força foi derrotada pelos legalistas nos combates de Barra Grande. Às forças legalistas em Barra Grande reuniram-se as da divisão naval de Thomas Cochrane, transportando o Exército Cooperador da Boa Ordem, uma força de 1.200 homens sob o comando do Brigadeiro Francisco de Lima e Silva, em  agosto de 1824. Estas forças, conjugadas, bloquearam Recife, obtendo a rendição da cidade a 17 de setembro. O último foco de resistência rendeu-se em Fazenda do Juiz, no sul do Ceará, a 29 de novembro. Com as execuções dos principais líderes, em dezembro de 1824, e demais condenados à morte, em março de 1825, encerrava-se o episódio, desmobilizando-se as tropas (LEITE, 1996).
Francisco de Lima e Silva foi agraciado com o título de Barão da Barra Grande, título que recusou.